# Grand Prix-wegrace van de Adriatische Zee 1969
De Grand Prix-wegrace van de Adriatische Zee 1969 was de twaalfde en afsluitende race van wereldkampioenschap wegrace in het seizoen 1969. De race werd verreden op 14 september 1969 op het stratencircuit Opatija, in Joegoslavië langs de kust van de Kvarnergolf tussen Opatija en Rijeka. Omdat de reglementen na 1969 veranderden was dit het laatste optreden van de Benelli 250 4C, want 250cc-viercilinders werden vanaf 1970 verboden.

## Algemeen
De Grand Prix van de Adriatische Zee werd al sinds 1960 georganiseerd, maar was vooral een race tussen rijders uit het Oostblok en buurlanden zoals Oostenrijk en Italië. In 1961 was er een 50cc-race georganiseerd, de "Coupe d'Europe", die als test diende voor de 50cc-klasse, die vanaf het seizoen 1962 WK-status kreeg. In 1969 werd de GP van de Adriatische Zee opgenomen in de WK-kalender. De veiligheid van het Circuit van Opatija stond toen al ter discussie en de Grand Prix van de Adriatische Zee kreeg pas drie weken van tevoren zijn WK-status, nadat de Fédération Internationale de Motocyclisme een aantal aanbevelingen had gedaan met betrekking tot de veiligheid. Dat was juist in Opatija geen overbodige luxe, want daar reed men langs rotswanden en duizenden lantaarnpalen. Het wegdek was echter verbeterd en er waren grote rijen strobalen aangebracht. Het was de afsluitende Grand Prix, waardoor veel wereldtitels al beslist waren. De echte toprijders ontbraken dan ook in veel klassen, waardoor de "mindere goden", privérijders met minder snelle motorfietsen, hun kansen kregen. Giacomo Agostini was al in juli wereldkampioen in de 350- en in de 500cc-klasse geworden en hij verscheen niet. De strijd om de 250cc-titel moest echter in Joegoslavië beslist worden, want Santiago Herrero (Ossa) had 83 punten en Kel Carruthers (Benelli) en Kent Andersson (Yamaha) hadden er allebei 82. In de 50cc-klasse had Aalt Toersen aan één punt genoeg om wereldkampioen te worden, maar hij viel uit en verloor de titel op het laatste moment aan Ángel Nieto. 

## 500cc-klasse
Nu MV Agusta niet in Joegoslavië aan de start kwam kon Godfrey Nash met een Norton Manx uit 1960 winnen. Hij had ook al als snelste getraind. In het begin van de race konden de lichte Aermacchi's van Silvio Bertarelli en Gilberto Milani de kop grijpen, maar de druk van de achtervolgers werd al snel groter. Bertarelli viel uit door een ontstekingsprobleem en Milani viel en liep een armbreuk en een beenbreuk op. Nash kreeg zo de leiding in de schoot geworpen en het werd nog makkelijker toen zijn achtervolger Giuseppe Mandolini met een slippende koppeling de pit op moest zoeken. Franco Trabalzini werd tweede met een Paton en Steve Ellis werd met een Linto derde. Nash deed goede zaken, want hij eindigde als derde in de eindstand van de 500cc-klasse.
| Pos | Coureur             | Merk              | Tijd      | Punten |
| --- | ------------------- | ----------------- | --------- | ------ |
| 1   | Godfrey Nash        | Norton            | 1:21"29'0 | 15     |
| 2   | Franco Trabalzini   | Paton             | +1"21'0   | 12     |
| 3   | Steve Ellis         | Linto             | +1 ronde  | 10     |
| 4   | Lewis Young         | Matchless         | +1 ronde  | 8      |
| 5   | Keith Turner        | Linto             | +1 ronde  | 6      |
| 6   | Pentti Lehtelä      | Matchless         | +1 ronde  | 5      |
| 7   | Paul Eickelberg     | Norton            | +2 ronden | 4      |
| 8   | Emanuele Maugliani  | Norton            | +3 ronden | 3      |
| 9   | Ross Hannan         | Norton            | +3 ronden | 2      |
| 10  | Maurice Hawthorne   | Métisse-Aermacchi | +7 ronden | 1      |
| 11  | Heinrich Rosenbusch | Linto             |           |        |

| Coureur               | Merk          | Oorzaak    |
| --------------------- | ------------- | ---------- |
| Karl Auer             | Matchless     |            |
| John Dodds            | LinTo         |            |
| Terry Dennehy         | Drixton-Honda |            |
| Gyula Marsovszky      | LinTo         |            |
| Hannu Kuparinen       | Matchless     |            |
| Percy Tait            | Triumph       |            |
| Gianfranco Domeniconi | Norton        |            |
| Gilberto Milani       | Aermacchi     | Val        |
| Giuseppe Mandolini    | Aermacchi     | Koppeling  |
| Silvano Bertarelli    | Paton         | Ontsteking |
| Vasco Loro            | Norton        |            |

| Coureur             | Merk                    | Oorzaak  |
| ------------------- | ----------------------- | -------- |
| Werner Bergold      | McIntyre-Matchless      |          |
| Wolfgang Stropek    | MV Agusta               |          |
| Jack Findlay        | LinTo                   | Blessure |
| Kel Carruthers      | Aermacchi               |          |
| Gilbert Argo        | Matchless               |          |
| Bohumil Staša       | ČZ                      |          |
| Günter Fischer      | Matchless               |          |
| Karl Hoppe          | Seeley-URS              |          |
| Walter Scheimann    | Norton                  |          |
| Osmo Hansen         | Matchless               |          |
| André-Luc Appietto  | Paton                   |          |
| Alan Barnett        | Kirby-Métisse-Matchless |          |
| Alan Lawton         | Norton                  |          |
| Barry Scully        | Norton                  |          |
| Billie Nelson       | Paton                   |          |
| Brian Steenson      | Seeley-Matchless        |          |
| Dan Shorey          | Seeley-Matchless        |          |
| Derek Woodman       | Seeley-Matchless        |          |
| John Trevor Findlay | Norton                  |          |
| John Williams       | Métisse-Matchless       |          |
| Malcolm Uphill      | Norton                  |          |
| Peter Darvil        | Norton                  |          |
| Peter Williams      | Matchless               |          |
| Phil O'Brien        | Matchless               |          |
| Rob Fitton          | Norton                  |          |
| Ron Chandler        | Seeley-Matchless        |          |
| Selwyn Griffiths    | Matchless               |          |
| Steve Jolly         | Seeley-Matchless        |          |
| Steve Spencer       | Métisse-Matchless       |          |
| Tom Dickie          | Kuhn-Seeley-Matchless   |          |
| Alberto Pagani      | LinTo                   |          |
| Angelo Bergamonti   | Paton                   |          |
| Giacomo Agostini    | MV Agusta               |          |
| Paolo Campanelli    | Seeley-Matchless        |          |
| Theo Louwes         | Norton                  |          |
| Ginger Molloy       | Bultaco                 |          |
| Jack Lindh          | Seeley-Matchless        |          |
| Endel Kiisa         | Vostok \|               |          |

### Top tien eindstand 500cc-klasse
(Punten (tussen haakjes) zijn inclusief streepresultaten)
| Pos | Coureur          | Merk              | Ptn       |
| --- | ---------------- | ----------------- | --------- |
| 1   | Giacomo Agostini | MV Agusta         | 105 (150) |
| 2   | Gyula Marsovszky | LinTo             | 47        |
| 3   | Godfrey Nash     | Norton            | 45        |
| 4   | Billie Nelson    | Paton             | 42        |
| 5   | Alan Barnett     | Métisse-Matchless | 32        |
| 6   | Steve Ellis      | LinTo             | 26        |
| 7   | Ron Chandler     | Seeley-Matchless  | 25        |
| 8   | Gilberto Milani  | Aermacchi         | 24        |
| 9   | Rob Fitton       | Norton            | 19        |
| 10  | Brian Steenson   | Seeley-Matchless  | 18        |

## 350cc-klasse
MV Agusta en Giacomo Agostini ontbraken ook in de 350cc-race en daardoor kon Silvio Grassetti de eerste overwinning voor de Jawa viercilinder boeken. Heinz Rosner kon met de MZ nog even de leiding nemen omdat Grassetti een slechte start had, maar in de vierde ronde trok die de zaken recht. Rosner moest zijn koppeling te veel gebruiken in de vele haarspeldbochten en viel daardoor uit. Giuseppe Visenzi nam de tweede plaats over en kon daardoor ook tweede in het wereldkampioenschap worden, maar hij viel uit met een defecte versnellingsbak. Gilberto Milani nam de tweede plaats over maar moest die korte tijd afstaan aan de Fin Martti Pesonen. Die viel echter ook uit en Milani werd met zijn Aermacchi tweede. František Šťastný werd met de andere Jawa derde. 
| Pos | Coureur             | Merk              | Tijd      | Punten |
| --- | ------------------- | ----------------- | --------- | ------ |
| 1   | Silvio Grassetti    | Jawa              | 1:06"07'0 | 15     |
| 2   | Gilberto Milani     | Aermacchi         | +55'0     | 12     |
| 3   | František Šťastný   | Jawa              | +1"48'0   | 10     |
| 4   | Bohumil Staša       | CZ                |           | 8      |
| 5   | Lewis Young         | Aermacchi         |           | 6      |
| 6   | Adolf Ohligschläger | Yamaha            |           | 5      |
| 7   | Brian Smith         | Aermacchi         |           | 4      |
| 8   | Maurice Hawthorne   | Métisse-Aermacchi |           | 3      |
| 9   | János Drapál        | Aermacchi         |           | 2      |
| 10  | Hannu Kuparinen     | Yamaha            |           | 1      |

| Coureur          | Merk   | Oorzaak         |
| ---------------- | ------ | --------------- |
| Heinz Rosner     | MZ     | koppeling       |
| Martti Pesonen   | Yamaha |                 |
| Giuseppe Visenzi | Yamaha | versnellingsbak |

| Coureur          | Merk      | Oorzaak    |
| ---------------- | --------- | ---------- |
| Jack Findlay     | Jawa      | Blessure   |
| Bill Ivy (†)     | Jawa      | Overleden  |
| Giacomo Agostini | MV Agusta | Teambeleid |

| Coureur             | Merk              |
| ------------------- | ----------------- |
| Brian Smith         | Aermacchi         |
| Kel Carruthers      | Aermacchi         |
| Herbert Denzler     | Aermacchi         |
| Ivar Sauter         | Aermacchi         |
| Karel Bojer         | ČZ                |
| Günter Fischer      | Aermacchi         |
| Karl Hoppe          | Yamaha            |
| Walter Scheimann    | Yamaha            |
| Bill Smith          | Honda             |
| Billie Guthrie      | Yamaha            |
| Billie McCosh       | Aermacchi         |
| Billie Nelson       | Aermacchi         |
| Cecil Crawford      | Aermacchi         |
| Cliff Carr          | Yamaha            |
| Dave Degens         | Aermacchi         |
| Dave Simmonds       | Kawasaki          |
| Godfrey Nash        | Norton            |
| Jerry Lancaster     | Drixton-Aermacchi |
| Jim Curry           | Métisse-Aermacchi |
| John Trevor Findlay | Norton            |
| Mike Hatherill      | Aermacchi         |
| Phil Read           | Yamaha            |
| Rob Fitton          | Norton            |
| Rodney Gould        | Yamaha            |
| Roy Graham          | Aermacchi         |
| Selwyn Griffiths    | AJS               |
| Terry Grotefeld     | Yamaha            |
| Tom Dickie          | Seeley-AJS        |
| Tommy Robb          | Aermacchi         |
| Tony Rutter         | Yamaha            |
| Bruno Spaggiari     | Ducati            |
| Silvano Bertarelli  | Aermacchi         |
| Jan Kostwinder      | Yamaha            |
| Leo Commu           | Yamaha            |
| Ginger Molloy       | Bultaco           |
| Gordon Keith        | Yamaha            |
| Marty Lunde         | Yamaha            |

### Top tien eindstand 350cc-klasse
(Punten (tussen haakjes) zijn inclusief streepresultaten)
| Pos | Coureur           | Merk          | Ptn      |
| --- | ----------------- | ------------- | -------- |
| 1   | Giacomo Agostini  | MV Agusta     | 90 (120) |
| 2   | Silvio Grassetti  | Yamaha / Jawa | 47       |
| 3   | Giuseppe Visenzi  | Yamaha        | 45       |
| 4   | Heinz Rosner      | MZ            | 38       |
| 5   | Rodney Gould      | Yamaha        | 36       |
| 6   | Jack Findlay      | Yamaha / Jawa | 34       |
| 7   | Kel Carruthers    | Aermacchi     | 29       |
| 8   | Bohumil Staša     | ČZ            | 27       |
| 9   | František Šťastný | Jawa          | 26       |
| 10  | Bill Ivy (†)      | Jawa          | 24       |

## 250cc-klasse
De 250cc-race in Opatija begon met een spannende stand in het wereldkampioenschap: Santiago Herrero (Ossa) had 83 punten, Kel Carruthers (Benelli) en Kent Andersson (Yamaha) hadden er allebei 82. Als een van deze drie won was hij automatisch wereldkampioen. Kent Andersson had het snelste getraind, Carruthers was tweede en zijn teamgenoot Gilberto Parlotti was derde. Herrero liep nog met een verbonden hand na een val in de Ulster Grand Prix. De omstandigheden tijdens de race waren verraderlijk: door de motregen was het asfalt nat en de aangebrachte strepen waren erg glad. Goede omstandigheden voor de lichte, eencilinder Ossa van Herrero en die leidde dan ook na de eerste ronde vóór de beide Benelli's. De kampioenschapsstrijd ging nu nog alleen tussen Herrero en Carruthers, want Andersson raakte steeds verder achterop. In de zevende ronde viel Herrero, en de beide Benelli-coureurs konden zijn glijdende motorfiets maar net ontwijken. Het had waarschijnlijk wel concentratie gekost, want nu kwam Andersson ineens met 2 à 3 seconden per ronde dichterbij en in de veertiende ronde was de strijd weer helemaal open, want Andersson reed aan de leiding. Nu begon het stuivertje wisselen tussen Carruthers en Andersson, tot die laatste een flinke sliding maakte en met 160 km/h zijn motor toch weer onder controle wist te krijgen. Hij had 30 meter achterstand opgelopen en die maakte hij niet meer goed. Andersson viel zelfs terug naar de derde plaats achter Parlotti, maar dat was genoeg om in het wereldkampioenschap tweede te worden.
| Pos | Coureur           | Merk            | Tijd     | Punten |
| --- | ----------------- | --------------- | -------- | ------ |
| 1   | Kel Carruthers    | Benelli         | 57"46'5  | 15     |
| 2   | Gilberto Parlotti | Benelli         | +0'4     | 12     |
| 3   | Kent Andersson    | Yamaha          | +6'5     | 10     |
| 4   | Börje Jansson     | Kawasaki-Yamaha | +1"53'8  | 8      |
| 5   | Silvio Grassetti  | Yamaha          | +2"13'4  | 6      |
| 6   | Günter Bartusch   | MZ              | +1 ronde | 5      |
| 7   | Walter Villa      | Villa           | +1 ronde | 4      |
| 8   | Heinz Kriwanek    | Suzuki          | +1 ronde | 3      |
| 9   | László Szabó      | MZ              | +1 ronde | 2      |
| 10  | Gyula Marsovszky  | Yamaha          | +1 ronde | 1      |

| Coureur          | Merk | Oorzaak |
| ---------------- | ---- | ------- |
| Santiago Herrero | Ossa | Val     |

| Coureur        | Merk    | Oorzaak  |
| -------------- | ------- | -------- |
| Jack Findlay   | Yamaha  | Blessure |
| Renzo Pasolini | Benelli | Blessure |

| Coureur           | Merk      |
| ----------------- | --------- |
| Eric Hinton       | Yamaha    |
| Frank Perris      | Suzuki    |
| František Šťastný | Jawa      |
| Karel Bojer       | ČZ        |
| Heinz Rosner      | MZ        |
| Dieter Braun      | MZ        |
| Klaus Huber       | Yamaha    |
| Lothar John       | Yamaha    |
| Reinhard Scholtis | Kawasaki  |
| Siegfried Lohmann | Suzuki    |
| Toni Gruber       | Yamaha    |
| Carlos Giró       | Ossa      |
| Martti Pesonen    | Yamaha    |
| Matti Salonen     | Yamaha    |
| Pentti Korhonen   | Yamaha    |
| Teuvo Länsivuori  | Yamaha    |
| Christian Ravel   | Yamaha    |
| Jean Auréal       | Yamaha    |
| Billie Guthrie    | Yamaha    |
| Billie Nelson     | Yamaha    |
| Chas Mortimer     | Yamaha    |
| Dave Simmonds     | Kawasaki  |
| Derek Chatterton  | Yamaha    |
| Dick Pipes        | Yamaha    |
| Frank Whiteway    | Suzuki    |
| Ian Richards      | Yamaha    |
| Jerry Lancaster   | Yamaha    |
| John Ringwood     | Yamaha    |
| Mick Chatterton   | Yamaha    |
| Phil Read         | Yamaha    |
| Ray McCullough    | Yamaha    |
| Rodney Gould      | Yamaha    |
| Stan Woods        | Yamaha    |
| Tony Rutter       | Yamaha    |
| Angelo Bergamonti | Aermacchi |
| Eugenio Lazzarini | Benelli   |
| Giuseppe Visenzi  | Yamaha    |
| Keith Turner      | Aermacchi |
| Gordon Keith      | Yamaha    |

### Top tien eindstand 250cc-klasse
(Punten (tussen haakjes) zijn inclusief streepresultaten)
| Pos | Coureur          | Merk            | Ptn      |
| --- | ---------------- | --------------- | -------- |
| 1   | Kel Carruthers   | Benelli         | 89 (103) |
| 2   | Kent Andersson   | Yamaha          | 84 (108) |
| 3   | Santiago Herrero | Ossa            | 83 (88)  |
| 4   | Renzo Pasolini   | Benelli         | 45       |
| 5   | Börje Jansson    | Kawasaki-Yamaha | 45       |
| 6   | Rodney Gould     | Yamaha          | 44       |
| 7   | Heinz Rosner     | MZ              | 28       |
| 8   | Frank Perris     | Suzuki          | 25       |
| 9   | Lothar John      | Yamaha          | 21       |
| 10  | Dieter Braun     | MZ              | 20       |

## 125cc-klasse
Dave Simmonds was al lang wereldkampioen 125 cc, maar de tweede plaats in het kampioenschap was nog steeds open en ging tussen de beide Motor Racing Team Nederland-rijders Cees van Dongen en Dieter Braun, beide op ex-fabrieks-Suzuki's die eigendom waren van Henk Viscaal. Van Dongen was echter gebrouilleerd geraakt met Viscaal en hij kon dan ook – bij gebrek aan motorfiets – niet starten. Braun kreeg het niet cadeau, want zijn motor wilde bij de start niet aanslaan en 25 seconden na het vertrek van het veld kon ook Braun aan zijn race beginnen. Die werd nog even geleid door de Pool Ryszard Mankiewicz (MZ), maar daarna nam Dave Simmonds het van hem over. Uitgerekend in deze laatste race won Simmonds niet, want in de laatste ronde kwam Braun voorbij om te winnen. Nodig was dat niet, want elke podiumplaats was genoeg geweest voor de tweede plaats in de eindstand.
| Pos | Coureur            | Merk      | Tijd     | Punten |
| --- | ------------------ | --------- | -------- | ------ |
| 1   | Dieter Braun       | Suzuki    | 49"40'6  | 15     |
| 2   | Dave Simmonds      | Kawasaki  | +9'6     | 12     |
| 3   | Ryszard Mankiewicz | MZ        | +30'7    | 10     |
| 4   | László Szabó       | MZ        | +48'3    | 8      |
| 5   | Heinz Kriwanek     | Rotax     | +1"03'8  | 6      |
| 6   | Friedhelm Kohlar   | MZ        | +1"56'0  | 5      |
| 7   | Giuseppe Mandolini | Villa     | +2"16'3  | 4      |
| 8   | Herbert Denzler    | Honda     | +2"35'0  | 3      |
| 9   | Silvano Bertarelli | Aermacchi | +2"50'9  | 2      |
| 10  | János Reisz        | MZ        | +1 ronde | 1      |

| Coureur         | Merk   | Oorzaak      |
| --------------- | ------ | ------------ |
| Cees van Dongen | Suzuki | Geen machine |

| Coureur               | Merk      |
| --------------------- | --------- |
| Barry Smith           | Derbi     |
| John Dodds            | Aermacchi |
| Kel Carruthers        | Aermacchi |
| Bruno Veigel          | Honda     |
| Jean Campiche         | Honda     |
| Eberhard Mahler       | MZ        |
| Günter Bartusch       | MZ        |
| Hartmut Bischoff      | MZ        |
| Heinz Rosner          | MZ        |
| Thomas Heuschkel      | MZ        |
| Lothar John           | MZ        |
| Siegfried Lohmann     | MZ        |
| Walter Scheimann      | Villa     |
| Enrique Escuder       | Bultaco   |
| Ramón Galí            | Bultaco   |
| Pertti Leinonen       | Honda     |
| Seppo Kangasniemi     | MZ        |
| Daniel Crivello       | Maico     |
| Jacques Roca          | Derbi     |
| Jean Auréal           | Yamaha    |
| Jean-François Chaffin | Villa     |
| Pierre Viura          | Maico     |
| Bob Coulter           | Bultaco   |
| Carl Ward             | Honda     |
| Charles Garner        | Bultaco   |
| Chas Mortimer         | Villa     |
| Gary Dickinson        | Honda     |
| Jerry Lancaster       | Honda     |
| Jim Curry             | Honda     |
| John Kiddie           | Honda     |
| John Shacklady        | Bultaco   |
| Steve Murray          | Honda     |
| Tom Loughridge        | Bultaco   |
| Tommy Robb            | Bultaco   |
| Francesco Villa       | Villa     |
| Walter Villa          | Villa     |
| Jean-Louis Pasquier   | Bultaco   |
| Jan Huberts           | MZ        |
| Lous van Rijswijk jr. | Yamaha    |
| Ginger Molloy         | Bultaco   |
| Börje Jansson         | Maico     |
| Bosse Granath         | Yamaha    |
| Kent Andersson        | Yamaha    |

### Top tien tussenstand 125cc-klasse
(Punten (tussen haakjes) zijn inclusief streepresultaten)
| Pos | Coureur            | Merk           | Ptn      |
| --- | ------------------ | -------------- | -------- |
| 1   | Dave Simmonds      | Kawasaki       | 90 (144) |
| 2   | Dieter Braun       | Suzuki         | 59       |
| 3   | Cees van Dongen    | Suzuki         | 51       |
| 4   | Kent Andersson     | Maico / Yamaha | 36       |
| 5   | Heinz Kriwanek     | Rotax          | 33       |
| 6   | Ginger Molloy      | Bultaco        | 29       |
| 7   | Ryszard Mankiewicz | MZ             | 27       |
| 8   | László Szabó       | MZ             | 26       |
| 9   | Friedhelm Kohlar   | MZ             | 24       |
| 10  | Kel Carruthers     | Aermacchi      | 20       |

## 50cc-klasse
Het Nederlandse kamp hield een dubbel gevoel over aan de laatste Grand Prix in Joegoslavië. Dat Paul Lodewijkx won was slechts een kleine pleister op de wonde, want kampioenskandidaat Aalt Toersen viel al in de tweede ronde uit met een uitgelopen big-end lager. Ángel Nieto pakte met zijn tweede plaats twaalf punten en dat was nét genoeg om wereldkampioen te worden met één punt voorsprong op Toersen. Na de eerste ronde leidde Jan de Vries, gevolgd door Lodewijkx, Nieto en Barry Smith. Lodewijkx nam al snel het initiatief over en begon samen met Nieto weg te lopen van de rest van het veld. Nieto kreeg een sein van Santiago Herrero, die langs de kant stond met een stuk karton met de tekst "TORS ↓" en wist dat Toersen eruit lag en dat hij aan de tweede plaats genoeg zou hebben voor de wereldtitel. Jan de Vries eindigde als derde. De derde man in de einduitslag van het WK, achter Nieto en Toersen, was Barry Smith. 
| Pos | Coureur              | Merk              | Tijd              | Punten |
| --- | -------------------- | ----------------- | ----------------- | ------ |
| 1   | Paul Lodewijkx       | Jamathi           | 36"11'2           | 15     |
| 2   | Ángel Nieto          | Derbi             | +0'4              | 12     |
| 3   | Jan de Vries         | Van Veen-Kreidler | Van Veen-Kreidler | 10     |
| 4   | Martin Mijwaart      | Jamathi           |                   | 8      |
| 5   | Rudolf Kunz          | Kreidler          |                   | 6      |
| 6   | Jan Huberts          | Kreidler          |                   | 5      |
| 7   | Adrijan Bernetič     | Tomos             |                   | 4      |
| 8   | Janko-Florijan Štefe | Tomos             |                   | 3      |
| 9   | Anton Kralj          | Tomos             |                   | 2      |
| 10  | Luigi Rinaudo        | Tomos             |                   | 1      |

| Coureur      | Merk              | Oorzaak         |
| ------------ | ----------------- | --------------- |
| Barry Smith  | Derbi             | Vastloper       |
| Aalt Toersen | Van Veen-Kreidler | drijfstanglager |

| Coureur               | Merk              |
| --------------------- | ----------------- |
| Jakob Unterladstätter | KTM               |
| Bruno Veigel          | Honda             |
| Herbert Denzler       | Kreidler          |
| Gerhard Thurow        | Kreidler          |
| Ludwig Faßbender      | Kreidler          |
| Rudolf Schmälzle      | Kreidler          |
| Winfried Reinhard     | Reimo             |
| Juan Bordons          | Derbi             |
| Santiago Herrero      | Derbi             |
| André Millard         | Kreidler          |
| Charly Dubois         | Kreidler          |
| Jacques Roca          | Derbi             |
| Arthur Lawn           | Honda             |
| Barrie Dickinson      | Garelli           |
| Chris Walpole         | Garelli           |
| Fran Redfern          | Honda             |
| Frank Whiteway        | Crooks-Suzuki     |
| John Lawley           | Honda             |
| Luke Lawlor           | Derbi             |
| Stuart Aspin          | Meurs-Garelli     |
| Eugenio Lazzarini     | Morbidelli        |
| Franco Ringhini       | Morbidelli        |
| Gilberto Parlotti     | Tomos             |
| Giovanni Lombardi     | Guazzoni          |
| Silvano Bertarelli    | Minarelli         |
| Jean-Louis Pasquier   | Derbi             |
| Cees van Dongen       | Van Veen-Kreidler |
| Jos Schurgers         | Kreidler          |

### Top tien eindstand 50cc-klasse
(Punten (tussen haakjes) zijn inclusief streepresultaten)
| Pos | Coureur           | Merk              | Ptn     |
| --- | ----------------- | ----------------- | ------- |
| 1   | Ángel Nieto       | Derbi             | 76      |
| 2   | Aalt Toersen      | Van Veen-Kreidler | 75 (93) |
| 3   | Barry Smith       | Derbi             | 69 (73) |
| 4   | Jan de Vries      | Van Veen-Kreidler | 64 (73) |
| 5   | Paul Lodewijkx    | Jamathi           | 63      |
| 6   | Gilberto Parlotti | Tomos             | 31      |
| 7   | Santiago Herrero  | Derbi             | 28      |
| 8   | Rudolf Kunz       | Kreidler          | 26      |
| 9   | Ludwig Faßbender  | Kreidler          | 25      |
| 10  | Martin Mijwaart   | Jamathi           | 18      |

1960 · 1961 · 1962 · 1963 · 1964 · 1965 · 1966 · 1967 · 1968 · 1969 · 1970